# Musée épiscopal de Vic
Le musée épiscopal de Vic (MEV) est un musée d'art médiéval spécialisé en art liturgique, peinture et sculpture romanes et gothiques catalanes, située à Vic, près de la cathédrale, dans la comarque d'Osona (Espagne, Catalogne).

## Histoire
Le musée a été inauguré en 1891 par l'évêque Josep Morgades, alors président de la Société archéologique de Vic. Cette société avait déjà créé en 1882 un musée lapidaire après la découverte du temple romain de Vic, musée qui a servi de base au musée épiscopal. Il occupe le cloître de la cathédrale et le palais de l'évêque. En 1898, Joseph Gudio i Cunill est nommé conservateur ; il augmente considérablement les collections du musée, comme son successeur Eduard Junyent i Subirà, conservateur de 1931 à 1978. L'expansion des collections conduit au transfert du musée vers l'ancien collège Saint-Joseph, à côté de la cathédrale.
En 1995, la municipalité de Vic, l'évêché et la Généralité de Catalogne s'engagent à construire un nouveau musée (rénovation du collège Saint-Joseph et construction d'un nouveau bâtiment), qui est inauguré le 18 mai 2002.

## Collections

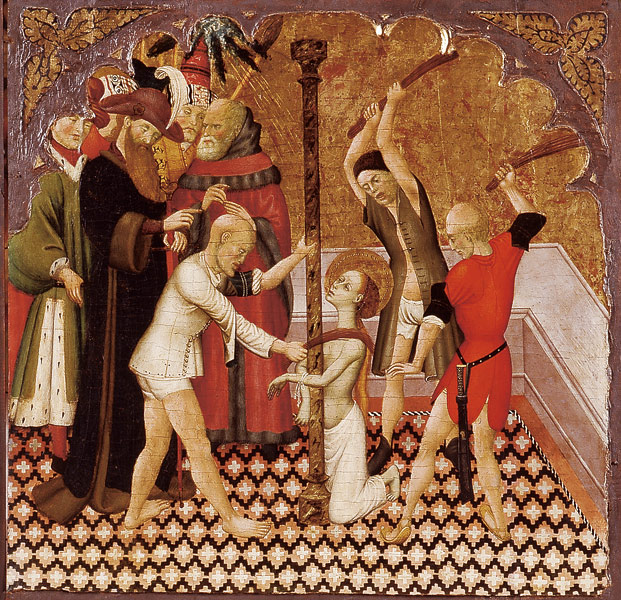
Bernat Martorell, La Flagellation de sainte Eulalie, panneau du retable de sainte Eulalie et saint Jean, peint entre 1427 et 1437.

Au sous-sol se trouvent des pièces datant de la Préhistoire au haut Moyen Âge, trouvées à Vic lors de fouilles archéologiques, ainsi qu'un dépôt lapidaire.
Le rez-de-chaussée est consacré à la peinture et à la sculpture romanes et gothiques. Parmi les œuvres les plus remarquables pour la période romane : le portail de l'église Saint-Vincent de Malla, des éléments de la cathédrale de Vic, une collection de Vierges à l'Enfant, des fresques provenant des églises de Sant Sadurní d'Osormort, El Brull, Sescorts, La Seu d'Urgell, etc. Concernant la peinture gothique, de nombreux retables (peints par Pere Serra, Bernat Martorell, Ramon de Mur, Jaume Huguet, Lluís Borrassà, Antoine Peytavi...) sont exposés, ainsi que le retable d'albâtre du monastère de Sant Joan de les Abadesses.
Au premier étage sont exposés des tableaux et sculptures du XVe au XIXe siècle, ainsi que des objets liturgiques. Le deuxième étage est consacré à l'art décoratif catalan (orfèvrerie, ferronnerie, céramique, maroquinerie...).